# 25人公开信
25人公开信（俄語：Письмо двадцати пяти），全称苏联25位科学、文学及艺术工作者反对为约·维·斯大林翻案致列·伊·勃列日涅夫的公开信（Письмо 25 деятелей советской науки, литературы и искусства Л. И. Брежневу против реабилитации И. В. Сталина）是1966年2月14日由苏联科学界和文艺界人士致苏联共产党领导人列昂尼德·勃列日涅夫的一封公开信，在公开信中发起人表达了无法接受部分或间接为约瑟夫·斯大林翻案。

## 经过
公开信的作者认为在当时苏联媒体的文章或演讲中存在部分或间接为斯大林翻案的倾向，因此有必要在苏联共产党第二十三次代表大会前夕提出这一话题，以引起苏共中央第一书记勃列日涅夫的注意。1966年春，恩斯特·亨利发起这一倡议，后得到多人响应。

## 签署人
1. 奥列格·叶甫列莫夫，导演
2. 列夫·阿齐莫维奇，物理学家
3. 彼得·卡皮察，物理学家，诺贝尔奖得主
4. 瓦连京·卡塔耶夫，作家
5. 帕维尔·科林（英语：Pavel Korin），画家
6. 米哈伊尔·列昂托维奇（英语：Mikhail Leontovich）
7. 伊万·麦斯基，原苏联驻英国大使
8. 维克托·涅克拉索夫，作家
9. 鲍里斯·涅缅斯基（俄语：Неменский, Борис Михайлович），画家
10. 康斯坦丁·保斯托夫斯基，作家
11. 尤里·皮缅诺夫（俄语：Пименов, Юрий Иванович），画家
12. 瑪雅·普利謝茨卡婭，舞蹈家
13. 安德烈·波波夫（英语：Andrei Alekseyevich Popov），演员、导演
14. 米哈伊尔·罗姆，电影导演
15. 恩斯特·亨利（俄语：Эрнст Генри），作家
16. 安德烈·萨哈罗夫，物理学家，诺贝尔奖得主
17. 谢尔盖·斯卡兹金（英语：Sergei Skazkin），历史学家
18. 鲍里斯·斯卢茨基，诗人
19. 因诺肯季·斯莫克图诺夫斯基，演员
20. 伊戈尔·塔姆，物理学家，诺贝尔奖得主
21. 弗拉基米尔·坚德里亚科夫，导演
22. 格奥尔基·托夫斯托诺戈夫（英语：Georgy Tovstonogov），演员
23. 马列·胡齐耶夫，电影制片人
24. 谢苗·崔可夫（俄语：Чуйков, Семён Афанасьевич），画家
25. 科尔涅伊·楚科夫斯基，作家